# Rumex dumosus
Rumex dumosus är en slideväxtart som beskrevs av Allan Cunningham och Meissn.. Rumex dumosus ingår i släktet skräppor, och familjen slideväxter. Utöver nominatformen finns också underarten R. d. dumosiformis.